# 林克彦
林 克彦（はやし かつひこ、1959年 - ）は、日本の経済学者。専攻は、物流論・国際物流論。流通経済大学流通情報学部教授。日本海運経済学会常任理事、日本交通学会評議員。愛知県出身。

## 経歴
- 東京工業大学工学部社会工学科卒業[2]
- 1984年-東京工業大学大学院理工学研究科(社会工学専攻)[3] 修士課程 修了
- 1984年-株式会社日通総合研究所 入社、同社経営研究部(国際物流研究室)研究員
- 1993年-流通科学大学商学部専任講師
- 1995年-流通科学大学商学部助教授
- 1999年-流通科学大学商学部教授
- 2007年-流通経済大学流通情報学部教授(現在に至る)
- 2022年-流通経済大学大学院 物流情報学研究科長(現在に至る)

## 著書
単著
- 『現代物流産業論 ロジスティクス・プラットフォーム革新』(2022年・流通経済大学出版会),ISBN 978-4947553928
- 『宅配便革命～増大するネット通販の近未来～』(マイナビ新書)(2017年・マイナビ出版),ISBN 978-4839963835

共著
- 『現代企業のロジスティクス』(2003年・中央経済社) ,ISBN 978-4502368004 ※齋藤実,矢野裕児との共著。
- 『現代ロジスティクス論―基礎理論から経営課題まで』(2009年・中央経済社),ISBN 978-4502668401 ※齋藤実との共著。
- 『物流論(ベーシック＋)』(2015年・中央経済社),ISBN 978-4502137112 ※齋藤実,矢野裕児との共著。
- 『ネット通販時代の宅配便』(2015年・成山堂書店),ISBN 978-4425928415 ※根本敏則との共著。

分担執筆
- 『ECの運輸政策』(1994年・白桃書房)

## 論文
単著
- 『米国道路貨物輸送市場における経営環境変化と戦略展開』(「交通学研究」35巻,日本交通学会,p71-83, 1991年)NAID 40001236881
- 『国際物流の発展と税関』(「税関と貿易」40巻12号,日本関税協会,p58-64, 1992年)NAID 40003454955
- 『EUの複合輸送政策』(「運輸と経済」55巻11号,運輸調査局,p32-43, 1995年)NAID 40000185072
- 『トラック輸送業における生産性分析--OBMSに基づくCS,ESの測定』(「運輸と経済」57巻12号,運輸調査局,p68-76, 1997年)NAID 40000180825
- 『国際物流の現況と課題』(「季刊 輸送展望」,1999年冬季号,p11-20,日通総合研究所)NAID 40004138539
- 『国際物流市場における機能統合と企業連携』(「海事産業研究所報」395巻,海事産業研究所,p39-48, 1999年)NAID 40000378745
- 『長距離フェリーの発展段階と経営環境変化』(「運輸と経済」61巻9号,運輸調査局,p37-44, 2001年)NAID 40000187276
- 『アジア地域の水平分業における航空貨物輸送の役割と課題』(「海運経済研究」37巻,日本海運経済学会,p1-10, 2003年)NAID 40006017057
- 『日本企業のグローバル・ロジスティクス・マネジメント展開』(「海事交通研究」57巻,山県記念財団,p45-55, 2008年)NAID 40016372449
- 『グローバル・ロジスティクス事業再編とその背景』(「運輸と経済」68巻9号,運輸調査局,p10-18, 2008年)NAID 40016282145
- 『地方空港・貨物ハブ基地の可能性』(「都市問題」101巻,公益財団法人 後藤・安田記念東京都市研究所,p24-28,2010年)NAID 40016953819
- 『東アジアにおけるFTAの進展とフォワーダーの事業展開』(「運輸と経済」70巻12号,運輸調査局,p19-27, 2010年)NAID 40017399796
- 『荷主企業から見た鉄道コンテナ輸送』(「運輸と経済」73巻12号,運輸調査局,p19-25, 2013年)NAID 40019902710
- 『ECの発展に対応した航空ロジスティクスの必要性』(「ていくおふ」136巻,ANAホールディングス,p14-21, 2014年)NAID 40020272107
- 『ネット時代の物流革新』(「運輸と経済」76巻6号,運輸調査局,p33-37,2016年)NAID 40020873923
- 『貨物輸送市場をめぐる構造変化と鉄道貨物輸送の役割』(「みんてつ」72巻,日本民営鉄道協会,p4-7,2020年)[4]

共著
- 『荷主企業による鉄道コンテナ輸送の評価とグリーンロジスティクスの可能性』(「日本物流学会誌」15巻,日本物流学会,p153-160, 2007年)NAID 130004248707
- 『ASEANにおけるわが国自動車メーカーの生産と部品調達システム』(「海運経済研究」42巻,日本海運経済学会,p11-21, 2008年)NAID 40016299273
- 『ベトナムにおける日系自動車企業のロジスティクス』(「日本物流学会誌」17巻,日本物流学会,p89-96, 2009年)NAID 40016773182
- 『中国における宅配便の発展と規制施策』(「日本物流学会誌」21巻,日本物流学会,p207-214, 2013年)NAID 120005822948

他多数

## 学会発表
- 「EUにおける新たな共通運輸政策の展開-貨物輸送政策を中心に-」(2003年・日本物流学会全国大会,日本物流学会)

他

## 表彰
- 『2007年度・日本海運経済学会賞』(論文「「航空貨物輸送事業者によるグローバル・ロジスティクス・サービスの展開」,2007年・日本海運経済学会)[5]
- 『2024年度・日本物流学会賞』(著書「現代物流産業論 ロジスティクス・プラットフォーム革新」,2024年・日本物流学会)[6]

## コラム
- 「物流危機は乗り越えられるか」(2019年・「運輸政策研究」(一般財団法人 運輸総合研究所))
- 「特別提言・KPI管理のススメ 荷主との「共通言語」に生産性向上の強い味方」(2016年・「輸送経済」(輸送経済新聞))

他

## 講演・シンポジウム等
- 「企業価値向上に向けたロジスティクスKPIの活用」(「ロジスティクス全国大会」,公益社団法人 日本ロジスティクスシステム協会,2018年)
- 「中国における航空貨物とEコマースの動向」(「航空貨物輸送の今後の展望を探る研究会」(一般財団法人 関西空港調査会,2017年)
- 「ネット通販時代の宅配便」(日本交通政策研究会,2015年)
- 『物流分野における環境対策』(2012年・「日・インドネシア環境セミナー」(国土交通省))
- 『これからの地方港の振興方向～広島県荷主調査を踏まえて』(2010年・「ポートセミナー」(広島県港湾振興協会)
- 『進展する国際分業に対応した国際物流戦略』(2007年・「府営港湾国際化セミナー」(大阪府港湾協会))
- 『欧米における物流システム』(2000年・日本経団連輸送委員会)

他

## 公的な職務（過去のものを含む）
- 『農林水産物・食品の輸出に係る物流検討会』(農林水産省,国土交通省)座長
- 『新道路技術会議』(国土交通省)委員
- 『ロジスティクス評価指標共同研究会』(日本ロジスティクスシステム協会)座長
- 『大阪市港湾事業経営改善委員会』（大阪市）委員
- 『広島港宇品・出島地区土地利用のあり方検討委員会』(広島県港湾企画整備課)委員

他